# لوچیانو فریرا
لوچیانو فریرا (انگلیسی: Luciano Ferreyra؛ زادهٔ ۱۹ فوریهٔ ۲۰۰۲) بازیکن فوتبال اهل آرژانتین است.
وی همچنین در تیم ملی فوتبال Argentina U17 بازی کرده‌است.